# Celyphus nigrivittis
Celyphus nigrivittis är en tvåvingeart som beskrevs av Shi 1999. Celyphus nigrivittis ingår i släktet Celyphus och familjen Celyphidae. Inga underarter finns listade i Catalogue of Life.